# Tramway de Tcheliabinsk
Le tramway de Tcheliabinsk (en russe : челябинский трамвай) est le réseau de tramways de la ville de Tcheliabinsk, capitale administrative de l'oblast de Tcheliabinsk, en Russie. Le réseau est composé de quinze lignes. La première ligne du réseau a été officiellement mise en service le 5 janvier 1932.

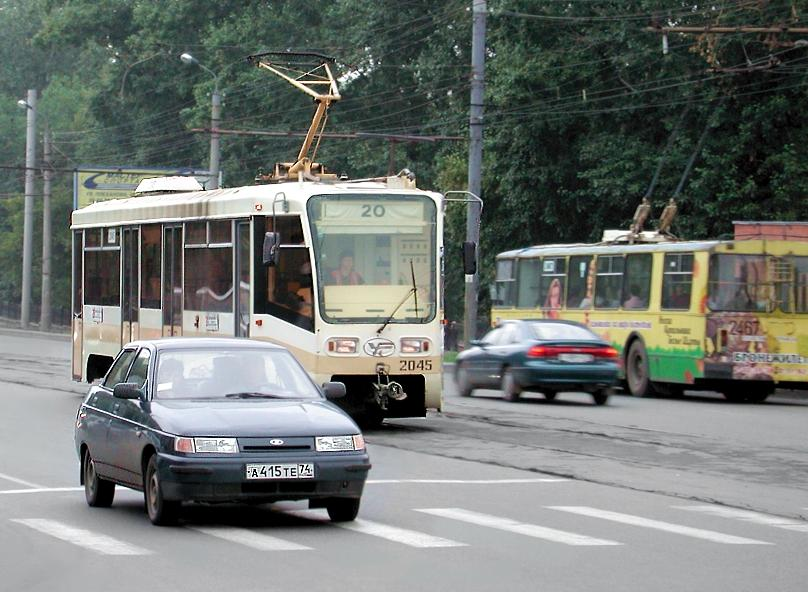
Rame du tramway de Tcheliabinsk